# Templeton Peck
Luitenant Templeton Peck, bijgenaamd Face en de Faceman, is de snelle jongen van het A-Team, in de televisieserie The A-Team. Hij is vaak op de versiertoer. Hij regelt ook meestal de benodigdheden voor een opdracht middels een scam (oplichting) en houdt de financiën van het team in de gaten. Hij wordt gespeeld door Dirk Benedict, behalve in de pilotaflevering.

## Terugkerende verhaalelementen
Murdock wordt meestal bevrijd uit het gekkenhuis door Face. Soms doet Face alsof hij een dokter is, of een hooggeplaatste functionaris, of een hoge militair, maar meestal op een paniekerige en dwingende toon, waarbij hij de consequenties bij het slachtoffer tracht te leggen.
Bijvoorbeeld in A Small and Deadly War waarin Murdock doet alsof hij tuberculose heeft, bedreigt Face de dienstdoende verpleegster met een epidemie. Nurse, if you want to take responsability for contaminating this entire ward [...] perhaps the entire hospital [...] I leave the patient here with you (Verpleegster, als u de verantwoordelijkheid neemt voor de besmetting van het hele ziekenhuis, laat ik de patiënt bij u achter) waarna hij op de noodzaak van goede quarantaine wijst.
Face geniet ook van de fijne dingen in het leven, zoals luxe appartementen en diners in dure restaurants. In Recipe for Heavy Bread neemt hij zijn teamgenoten mee naar een restaurant, met ene Henri als gastheer, maar B.A. valt een beetje uit de toon. B.A. will you just button it? Bad enough you look like an extra from Ford Apache, without giving the head waiters a bad time. Helaas smaakt het brood zoals in het gevangenenkamp van de Vietcong, en wordt de kok Lin Duk Koo snel herkend als de kampkok. Tot Face' afgrijzen begint er een achtervolging, waarna er voor hem niets anders opzit dan Henri complimenteren, en aan de achtervolging deelnemen.
Het stelen van voertuigen behoort tot het vaste repertoire. In The Out-of-Towners moet Face een vuilniswagen bemachtigen om afperser Charlie Struthers op gepaste wijze de rekening te presenteren voor de geleden schade van de winkeliers. $166.200, de volgende dag op vuilnisophaaldag te voldoen. Opdat Charlie het niet zal vergeten wordt zijn kalender gemarkeerd, door de vuilniswagen door de muur naar binnen te rijden en in de kamer te legen.
Face is ook een meester-brandkastkraker. In Fire wordt hij in een grote kist bij een corrupte advocaat naar binnen gesmokkeld, daarom wordt de scam uitgevoerd door Hannibal Smith: de brandkast moet vervangen worden, maar het verkeerde model is geleverd. Terwijl Hannibal en B.A. terugkeren naar de opslag om het juiste model op te halen, klimt Face uit de achtergebleven kist, en kraakt de brandkast.

## Trivia
- In de pilot wordt Face gespeeld door Tim Dunigan.
- Face komt in het vijfde en laatste seizoen te weten wie zijn vader is (A.J. Bencroft). Alleen Murdock weet het, maar A.J. smeekt hem het niet te vertellen omdat hij dat zelf wil doen. Later sterft A.J. zonder het te hebben verteld. De taak lag nu bij Murdock. In deze aflevering wordt tevens duidelijk dat de echte naam van Face "Richard Bancroft" is, en hij blijkt een halfzus "Ellen" te hebben.[bron?]
- In de film uit 2010 werd hij gespeeld door Bradley Cooper.